# Raión de Belozersk
El raión de Belozersk (ruso: Белозе́рский район) es un distrito administrativo (raión) ruso perteneciente a la óblast de Vólogda. Se ubica en el oeste de la óblast. Su capital es Belozersk.
En 2023, el raión tenía una población de 13 492 habitantes. El raión se extiende sobre las áreas ubicadas al oeste y sur del lago Béloye.

## Subdivisiones
Comprende la ciudad de Belozersk, donde viven dos tercios de la población distrital, y 274 localidades rurales. Debido a esta concentración urbana y dispersión rural, desde 2022 el autogobierno local del raión toma la forma jurídica de ókrug municipal, de forma que un solo ayuntamiento con sede en Belozersk ejerce su jurisdicción sobre todo el raión.
Antes de 2022, el ayuntamiento urbano de Belozersk solamente extendía su jurisdicción sobre la propia ciudad y sobre seis localidades rurales colindantes. Las restantes 268 localidades rurales del raión se repartían en cinco asentamientos rurales: Antushevo, Artiúshino, Glushkovo, Kunost (con sede en Nizhniaya Mondoma) y "Sholskoye" (con sede en Zubovo).